# Twinsburg
Twinsburg is een stadje in de Amerikaanse staat Ohio. De stad heeft 17.006 inwoners (2000) en ligt in Summit County. Twinsburg is gelegen aan Highway 480, ongeveer 50 kilometer ten zuiden van Cleveland.

## Geschiedenis
De eerste bewoner was de 16-jarige Ethan Alling. Hij arriveerde in 1817 in Township Five van het Connecticutse landontginningsbedrijf Connecticut Land Company. Township Five werd later bekend als Millsville. Twinsburg kreeg zijn huidige naam in 1819. In dat jaar kwam de eeneiige tweeling Moses en Aaron Wilcox uit Killingworth (Connecticut) aan in het toenmalige Millsville. De tweeling verkocht in opdracht van Connecticut Land Company kleine percelen om anderen te verleiden zich in Millsville te komen vestigen. De tweeling bood 6 hectare land om een dorpsplein aan te leggen en zij gaven 20.00 dollar om de eerste school te bouwen op voorwaarde dat de bewoners de naam van het stadje zouden veranderen in Twinsburg.

## Twins Days
Twinsburg is internationaal voornamelijk bekend van haar jaarlijkse bijeenkomst van tweelingen van over de hele VS. Deze bijeenkomst was in eerste instantie bedoeld om de naamgevers van de stad te eren. De Wilcox-broers zijn een identieke tweeling die op dezelfde dag zijn geboren, gestorven en op dezelfde plaats in Twinsburg zijn begraven. Zij hebben een belangrijke stap gezet in het ontginnen en uitbreiden van Twinsburg. In de tweede plaats is Twins Days een geweldige impuls voor de lokale economie om meer toeristen naar Twinsburg te trekken. Elk eerste weekend van augustus verzamelen sinds 1976 duizenden tweelingen zich hier om ervaringen uit te wisselen, te socialiseren of gewoon een leuk weekend te hebben met gelijken.

## Plaatsen in de nabije omgeving
De onderstaande figuur toont nabijgelegen plaatsen in een straal van 8 km rond Twinsburg.